# Drouant
Drouant est un célèbre grand restaurant parisien fondé en 1880 par Charles Drouant. Il est situé au 16-18, place Gaillon, dans le 2e arrondissement, dans le quartier de l'Opéra Garnier. Le restaurant Drouant accueille mensuellement (le premier mardi de chaque mois) depuis 1914 les jurés du prix Goncourt et depuis 1926 ceux du prix Renaudot. La direction générale du restaurant est tenue par James Ney depuis janvier 2020.

## Histoire

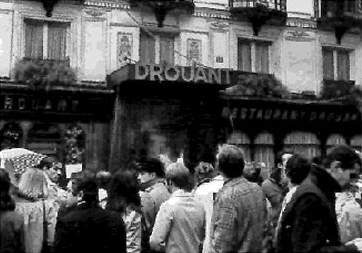
Le Drouant en 1956.

Le bar-tabac fondé par l'Alsacien Charles Drouant, en 1880, devient au tournant du siècle un lieu prisé de la société parisienne pour la dégustation d'huîtres qu'il fait venir chaque semaine de chez son beau-frère, ostréiculteur breton. C'est son fils Jean Drouant qui prend la succession en 1914, puis le neveu de ce dernier, prénommé également Jean Drouant de 1946 à 1976. Ce dernier laisse son nom à l'école hôtelière située rue Médéric à Paris, l'École hôtelière de Paris-Jean Drouant, qui s'appelle désormais le lycée des métiers de l'hôtellerie Jean-Drouant.
Il décide en 1976 de vendre le restaurant avec le nom à Robert Pascal, un bougnat aveyronnais  qui est entré chez Drouant comme commis et y a travaillé pendant quarante ans. Puis le restaurant Drouant change plusieurs fois de main entre 1986 et 2006. Grâce au chef Louis Grondard, le Drouant reçoit une, puis deux étoiles entre 1988 et 2005.
En 2006, le chef alsacien 3 étoiles Antoine Westermann, compatriote et parent de la famille Drouant, devient le nouveau chef et propriétaire du lieu, qui devient le Drouant par Antoine Westermann,.
En 2018, les frères Gardinier acquièrent le restaurant Drouant, intégrant dorénavant le groupe Gardinier et Fils.

## Restaurant

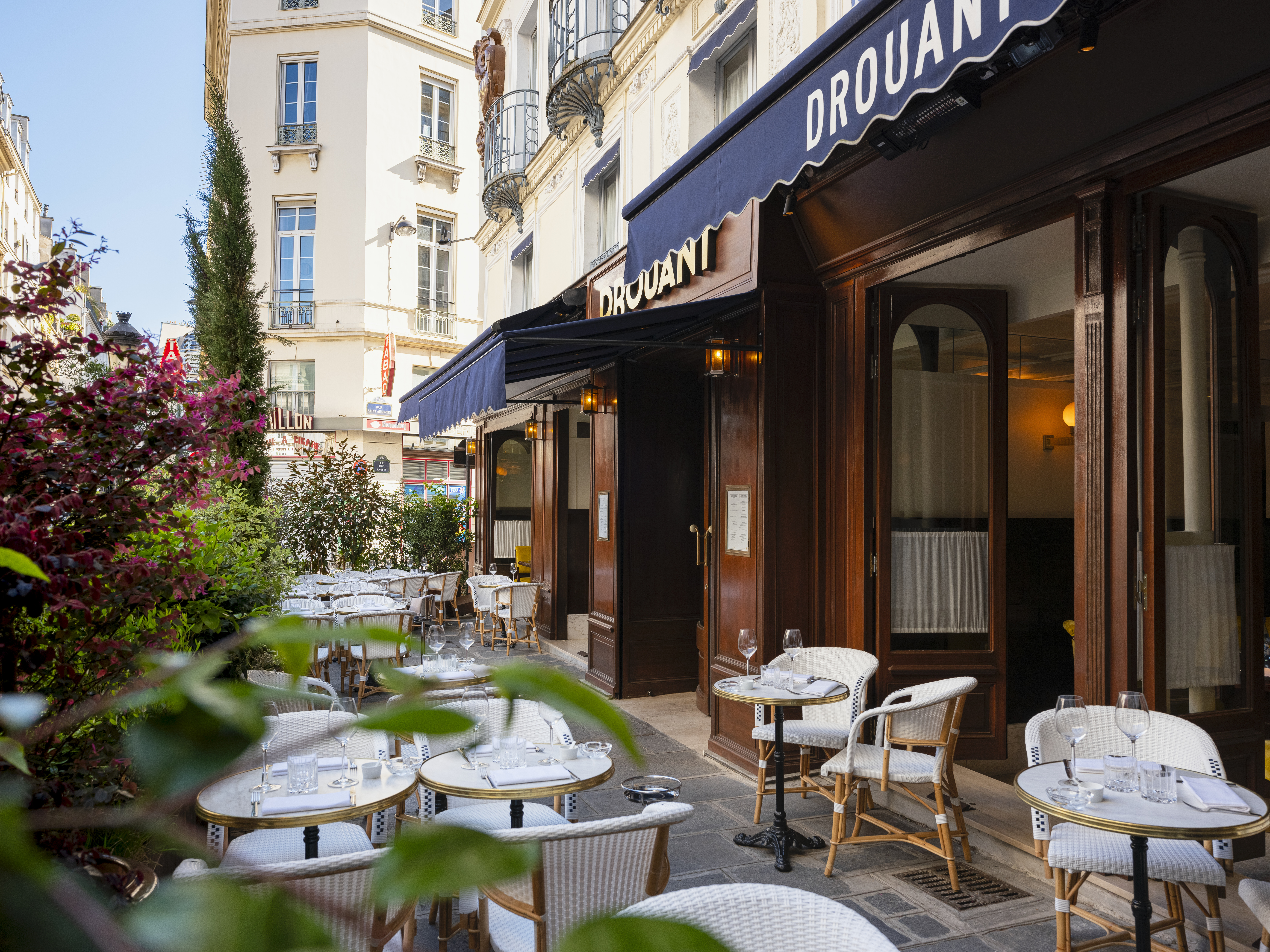
Terrasse de Drouant.

### Cuisine
En 2018, Émile Cotte devient le chef de cuisine du restaurant Drouant et propose une carte imaginée autour de produits de saison. Cuisinier natif du Limousin, Émile Cotte a fait ses classes auprès de Guy Savoy, de Frédéric Anton (Le Pré Catelan) et d’Alain Solivérès (Le Taillevent). Pendant six ans, il a composé au restaurant Les 110 de Taillevent. Depuis 2022, la cuisine est confiée au chef Romain Van Thienen.
Côté décoration, le restaurant a été redessiné dans un nouveau décor feutré signé Fabrizio Casiraghi, remplaçant un autre, néo-classique, qui avait été réalisé par Pascal Desprez. Pour commémorer les cent ans du prestigieux prix Goncourt, les murs arborent depuis 2014 une citation gourmande de chacun des dix membres actuels du jury.

## Prix littéraires
Les jurés des deux prix (Goncourt et Renaudot), une fois élus, disposent d'un couvert à vie chez Drouant.

### Prix Goncourt

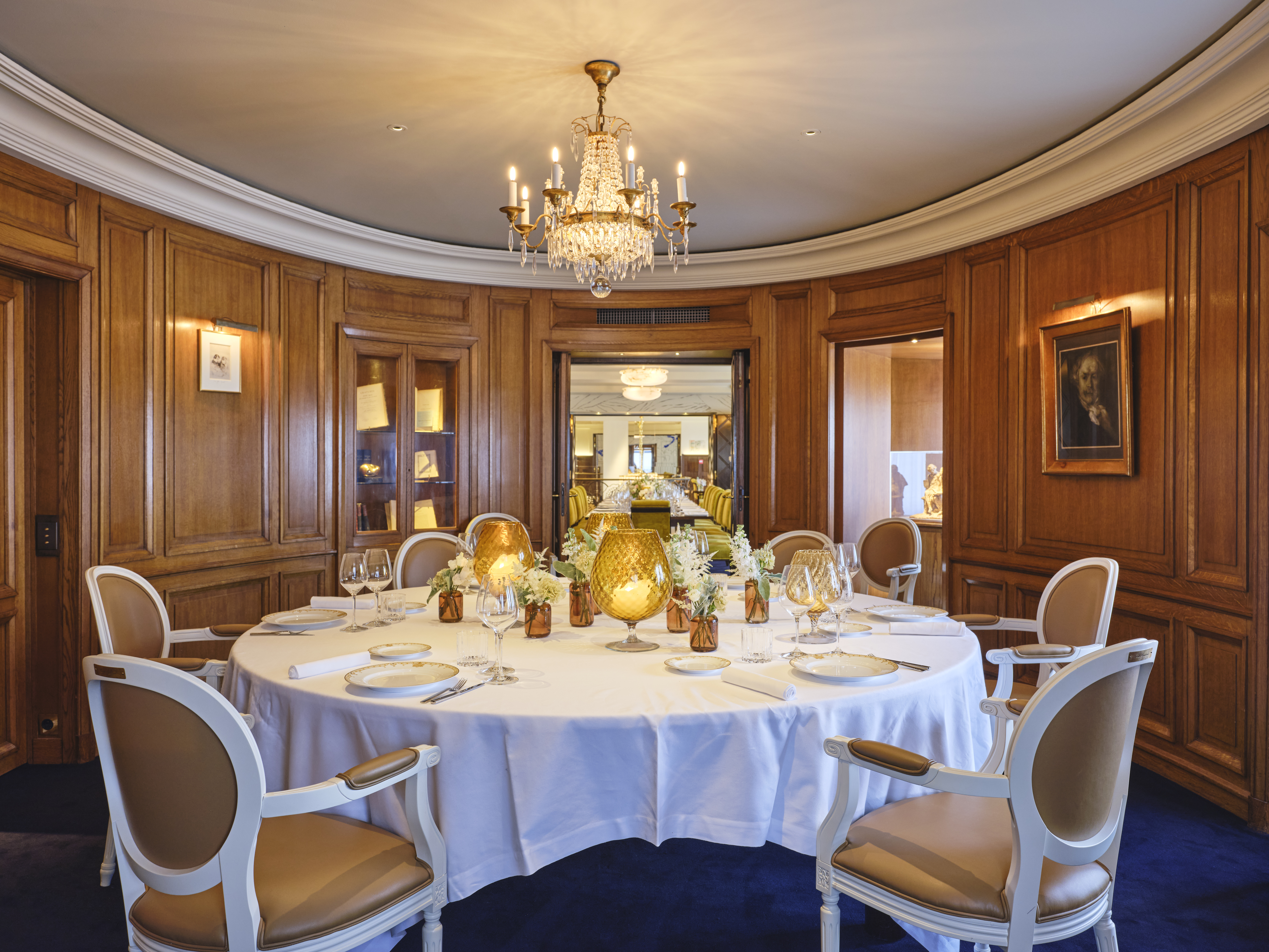
Le salon Goncourt au Drouant.

Fondé en 1903 par Edmond de Goncourt, l'académie Goncourt regroupe dix membres à vie qui se réunissent, depuis le 31 octobre 1914, tous les premiers mardis du mois dans le salon du premier étage de Drouant (nommé salon Goncourt) pour discuter de l'actualité littéraire. À la rentrée, le jury Goncourt annonce une première puis une deuxième sélection de livres, et décide lors d'un déjeuner et d'un vote au début novembre le lauréat du prix Goncourt de l'année. Tout le processus se déroule dans le salon Goncourt du restaurant.
Les dix membres de l'académie Goncourt sont cooptés par les autres membres et désignés à vie. Ils sont bénévoles, hormis le couvert qui leur est assuré chez Drouant.

### Prix Renaudot

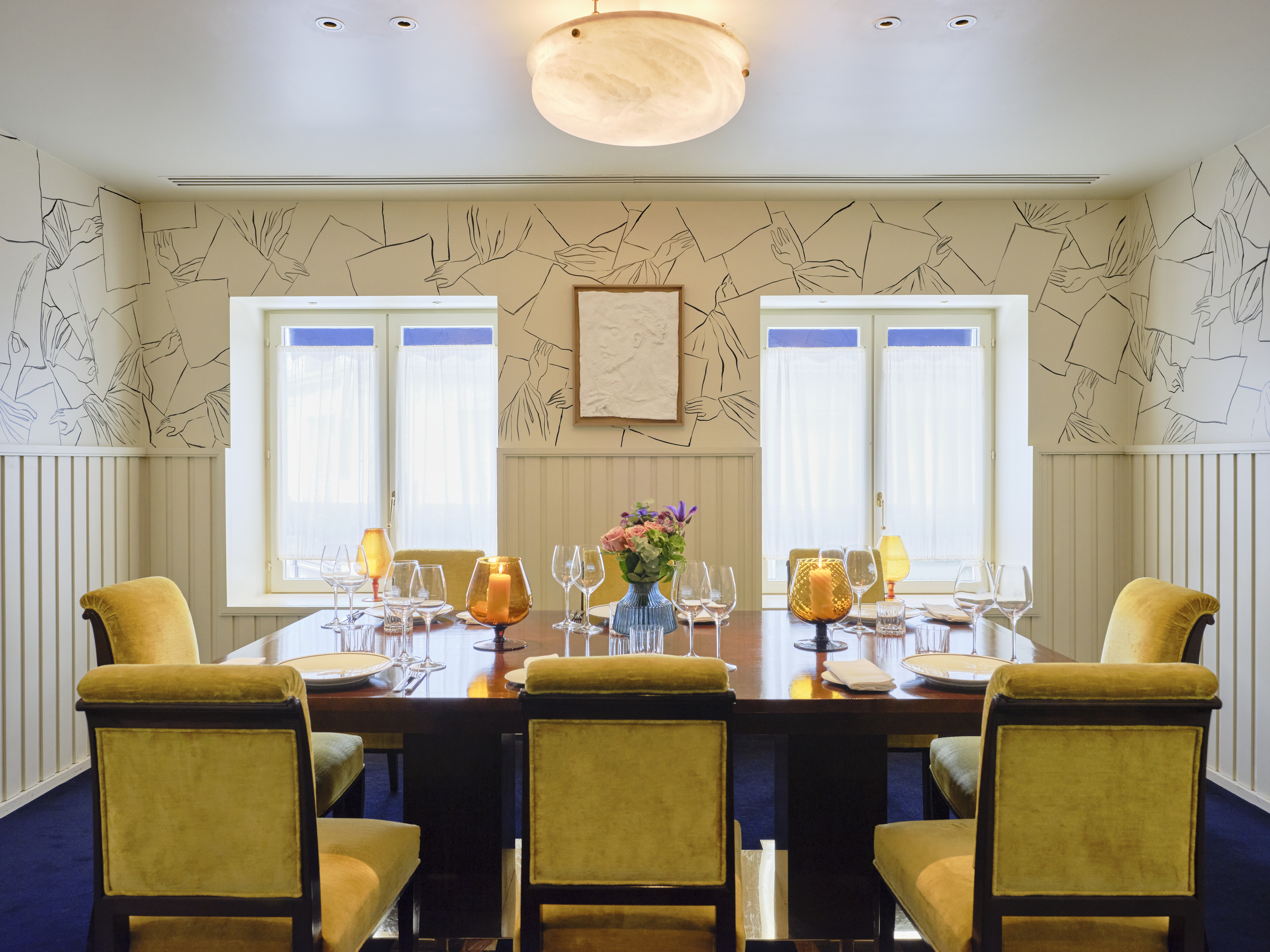
Le salon Renaudot au Drouant.

En 1926, dans l'attente des résultats, des écrivains décident de créer un prix supplémentaire dans les mêmes conditions de lieux que le Goncourt, le prix Renaudot. Outre le prix principal, le jury décerne chaque année, depuis 2003, un prix Renaudot de l'essai et, depuis 2009, un prix Renaudot du livre de poche. Il existe également depuis 1992 un prix Renaudot des lycéens.

## Dans la culture populaire
Une scène du film Le Corniaud (1965) de Gérard Oury y est tournée.
Le Club des Belles Perdrix y ont organisé, le 31 mai 1928, leur premier « Dîner des Perdreaux ».